# Dawit IV. der Erbauer

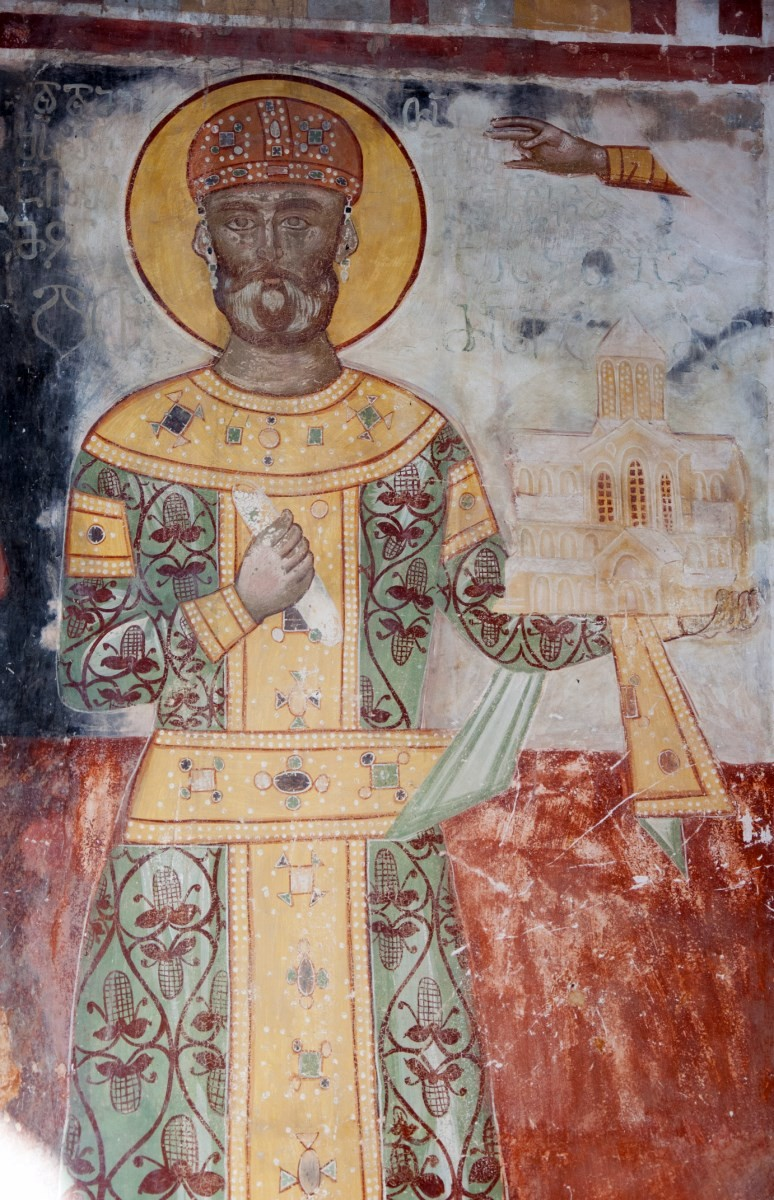
David der Erbauer, in der linken Hand ein Modell des Gelati-Klosters (Wandmalerei aus dem Gelati-Kloster)

Dawit IV. (auch: David), der Erbauer oder der Erneuerer, auch Schwert des Messias (gebürtig Davit Agmaschenebeli; georgisch დავით IV აღმაშენებელი; * 1073 in Kutaissi, Georgien; † 24. Januar 1125) war ab 1089 König von Georgien. Er brach die Eigenständigkeit des Adels, baute ein ständiges Heer auf und befreite Georgien zwischen 1110 und 1122 von den seldschukischen Türken. Er verlegte die Hauptstadt von Kutaissi nach Tiflis und erweiterte die Grenzen Georgiens weit nach Transkaukasien hinein. Er gilt als der bedeutendste Staatsmann des mittelalterlichen Kaukasus.

## Leben

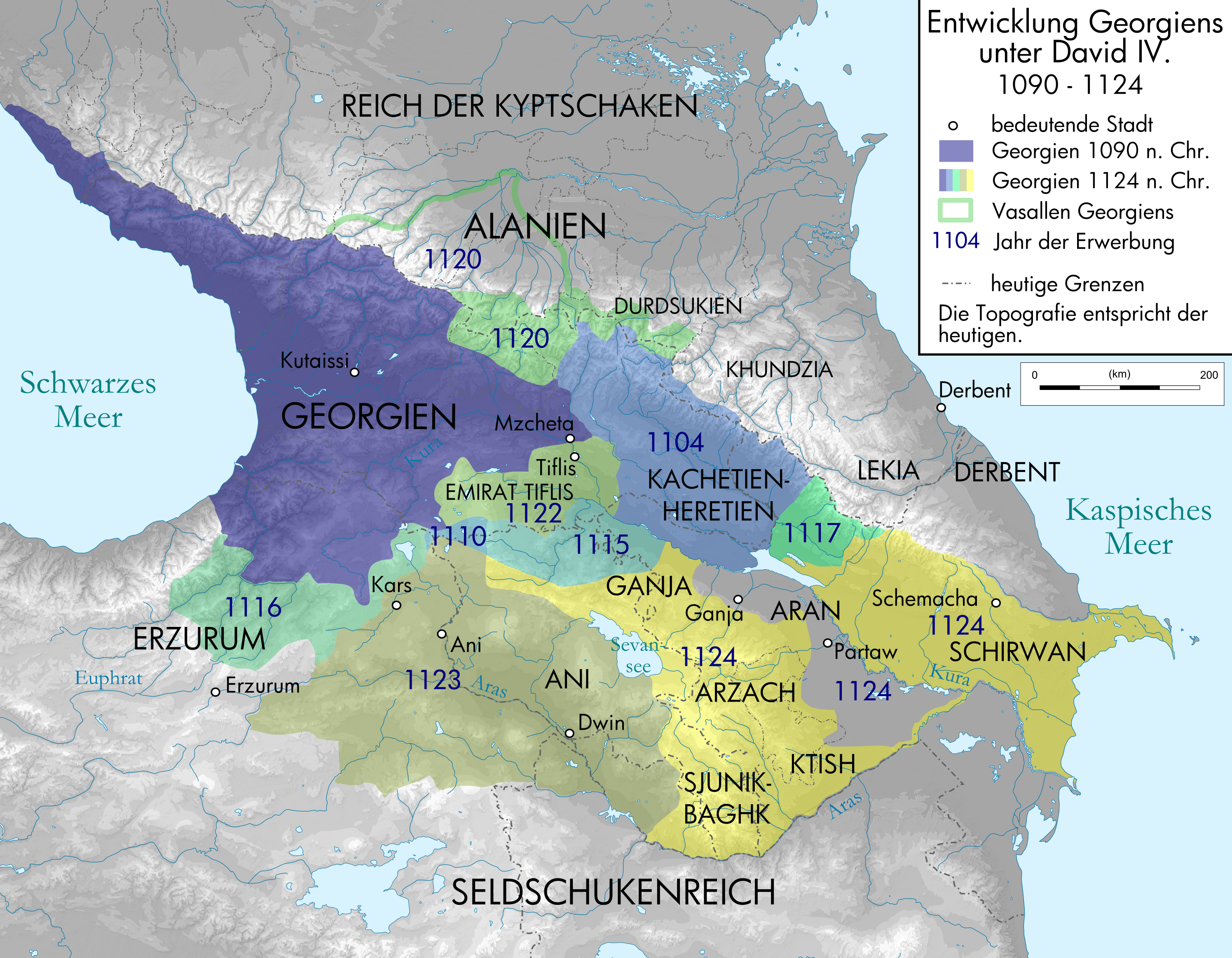
Eroberungen Dawits

David IV. entstammte der Bagratiden-Dynastie. Bereits mit 16 Jahren bestieg er 1089 als David IV. den georgischen Thron, als sein Vater Giorgi II. ins Kloster ging. Offiziell blieb sein Vater bis zum Lebensende 1112 Mitregent.
1103 wurden David sowohl die weltliche (Mzignobartuchuzes) als auch die kirchliche Herrschaft (Bischof von Tschkondidi) über Georgien zugesprochen. Mit Hilfe des Kiptschak-Stammes errichtete er einen neuen Typ Armee. Der aus 40.000 Familien bestehende Stamm siedelte aus dem Nordkaukasus nach Georgien über. Sie waren durch die nach Süden drängenden Russen unter Druck geraten und baten um die Möglichkeit, sich auf der Südseite des Kaukasus anzusiedeln. König David gewährte ihnen dies unter einer Bedingung: Jede Familie war verpflichtet, dem König einen Soldaten mit Pferd und Waffen zu stellen, sodass ein 40.000 Mann starkes Heer entstand. David siedelte den Kiptschak-Clan in verschiedenen Gebieten, vor allem an den Außengrenzen Georgiens an. Sie waren durch ihre Dankbarkeit zu großer Treue im Dienst und großer Tapferkeit im Kampf bereit. König David konnte sich vollkommen  auf sie verlassen.
1110 befreite David mit ihrer Unterstützung das östliche Georgien um Samschwilde, 1116 das südliche Georgien um Tao-Klarjeti von den türkischen Seldschuken. 1118 vertrieb er die Türken vom Ufer des Arak. 1120 griff David die Türken in Westgeorgien an. Nur wenige entkamen. David überschritt die Grenze in das östlich gelegene Schirwan (heute Aserbaidschan) und eroberte die Stadt Kabala. 1120 bis 1121 attackierte er die türkischen Truppen an den östlichen und südwestlichen Ausläufern Transkaukasiens, bereitete den Angriff auf Tiflis vor.
Am 12. August 1121 kam es zur Entscheidungsschlacht am Didgori. Die zahlenmäßig weit überlegene seldschukische Armee hatte in der Umgebung des Bergs Didgori ihr Lager aufgeschlagen. König David verfügte über 40.000 georgische Soldaten, 20.000 Kyptschaken, 500 ossetische Söldner und 200 europäische Kreuzritter. Zwei Tage später bereiteten die Georgier den Türken eine vernichtende Niederlage. 1122 besetzten sie nach schweren Kämpfen Tiflis. Der König verlegte seine Residenz daraufhin von Kutaissi nach Tiflis.

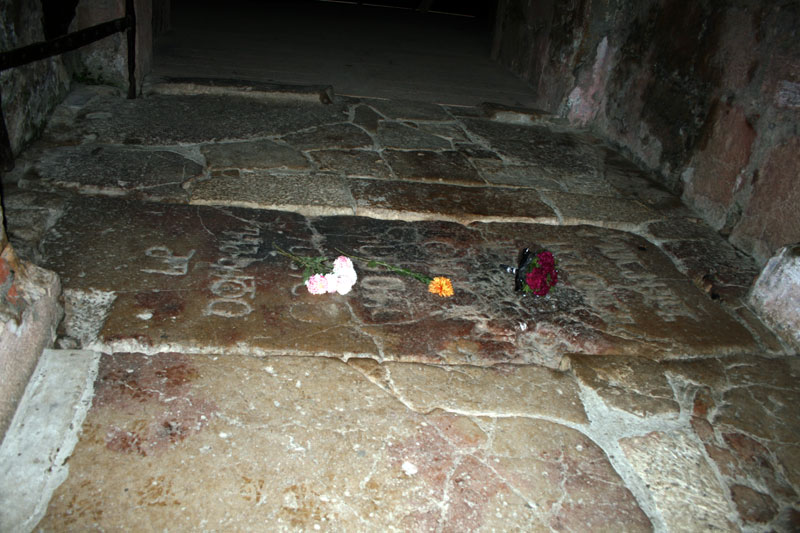
Grab David des Erbauers im Eingang der Klosteranlage von Gelati

1123 vertrieb David die türkischen Emire aus Ani. Im Jahr darauf eroberte er das gesamte Gebiet von Schirwan und besetzte eine Anzahl von Festungen in Armenien.
Georgien war damit vollständig von den Seldschuken befreit und unter einem Monarchen vereint. David hatte zudem das nördliche Armenien, das Territorium des heutigen Aserbaidschan und den Nordkaukasus besetzt. Auf Kupfermünzen der damaligen Zeit wurde ihm als König der Könige, David, Sohn des Giorgi, Schwert des Messias gehuldigt.
Auf Anordnung Davids wurde 1106 das Gelati-Kloster in Kutaissi errichtet. Ihm angeschlossen war eine Akademie der Wissenschaften, an der die angesehensten Theologen, Philosophen und Rechtsgelehrten Georgiens lehrten. Nach Davids Plan sollte dort ein zweites Athen entstehen.
David starb 1125. Er wurde auf eigenen Wunsch nicht im Dom, sondern in einem der Eingänge der Klosteranlage Gelati beerdigt. Auf seiner Grabplatte ließ David festhalten, dass jeder Besucher der Klosteranlage über sein Grab laufen solle. Nach Davids Heiligsprechung durch die Georgisch Orthodoxe Apostelkirche wurde allerdings der Eingang gesperrt und es werden bis heute Besucher durch ein rotes Band von einem Betreten der Grabplatte abgehalten.
Davids Nachfolger wurde sein Sohn Demetre. Er und weitere Nachkommen wurden im Dom von Gelati begraben.

## Verehrung
Kirchen der Georgisch-Orthodoxen Kirche, die dem Dawid IV. geweiht sind:
- Kirche zum Heiligen König David der Erneuerer, Wien (Brigittakapelle)